# Niccolò Piccinino
Niccolò Piccinino (Pérouse v. 1386 - Cusago 16 octobre 1444) fut un condottiere italien. 
Son surnom provient probablement de sa petite taille (diminituf mélioratif piccinino, signifiant « tout petit »).

## Biographie
Niccolò Piccinino est probablement né à Pérouse en 1386, dans une famille originaire du village de Calisciana . Il commença sa carrière militaire au service de Braccio da Montone, à l'époque où celui-ci assiégeait L'Aquila.
À la mort de son condottière, aussitôt après celle du dernier fils de ce dernier, Oddo, Piccinino prit le commandement de la condotta de Braccio. Après une brève période au service de la république de Florence, il servit Filippo Maria Visconti, duc de Milan (1425), pour lequel, en compagnie de Niccolò Fortebraccio, il se battit contre la ligue formée par le pape Eugène IV et les villes de Venise et de Florence.
Il défit les forces du pape à Castel Bolognese en 1434, mais celles-ci étaient suivies d'une seconde armée, commandée par Francesco Sforza, qui battit et tua Fortebraccio à Fiordimonte, Piccinino, resté seul au commandement, accomplit une série de campagnes contre les Sforza et reprit plusieurs villes de Romagne.
En 1438, pendant la guerre entre la république de Venise et le duché de Milan, Piccinino, combattit pour le duc de Milan Filippo Maria Visconti, et tenta de prendre la ville de Brescia, mais Scaramuccia da Forlì, au service de Venise, réussit à repousser l'assaut (en). En 1439, Piccinino combattit encore en Lombardie remportant divers succès contre Sforza, qui était alors entré au service de Venise.
Piccinino convainquit le duc de Milan de l'envoyer en Ombrie où il espérait, comme d'autres condottières, conquérir son propre fief. Il fut battu par Micheletto Attendolo à la bataille d'Anghiari en 1440.
Bien qu'un certain nombre de ses hommes aient été faits prisonniers, ils furent immédiatement libérés, comme cela se fait habituellement dans les guerres menées par des soldats de fortune. La guerre se déplaça à nouveau en Lombardie, et Piccinino, après avoir vaincu et encerclé Sforza à Martinengo, exigea des Visconti la seigneurie de Plaisance comme prix de la capture de Sforza.
En guise de réponse, le duc conclut une trêve avec Sforza ; mais ce dernier, qui, tout en prétendant défendre les États pontificaux, avait établi son fief dans les Marches, suscita les craintes du pape et du roi de Naples, ainsi que des Visconti, qui confièrent le commandement de leurs forces communes à Piccinino. Sforza fut chassé des Marches, mais vainquit Piccinino à Corridonia, et alors que ce dernier se préparait à combattre Sforza, il fut soudainement rappelé à Milan, son armée fut battue en son absence.
Le 16 octobre 1444, il tombe malade d'hydropisie et meurt à Cusago près de Milan le à l'âge de 58 ans et a été enterré dans le Dôme de Milan.